# نيت ثاير
نيت ثاير (بالإنجليزية: Nate Thayer)‏ هو صحفي أمريكي، ولد في 21 أبريل 1960 في ماساتشوستس في الولايات المتحدة.